# وزارة الحرب (تونس)
وزارة الحرب هي مؤسسة حكومية سابقة في تونس في في العهد العثماني.
تم إنشائها من طرف حسين باي بن محمد بعد حل القوات التركية من تونس في عام 1828، وهو جزء من الأمر العسكري الجديد (النظام الجديد) مستوحاة من الإصلاحات العسكرية العثمانية في مطلع القرن التاسع عشر. مقر الوزارة يقع في قصر باردو (باردو) والذي هو مقر قصر الباي.
وتعطى الوزارة دائما إلى وزير برتبة لواء منذ سنة 1840. مع بداية الحماية الفرنسية في تونس في عام 1881، صار المقيم العام يرأس وزارة حرب الباي .

## الدور والمسؤوليات
كانت هذه الوزارة ثاني أكبر بعد الوزارة الكبرى.و تلعب هذه الوزارة دورا عسكريا بحتا، وهي مسؤولة عن إدارة الجيش.

## قائمة الوزراء
- 1816 - 1837: سليمان كاهية.
- 1837 - 1859: مصطفى آغا.
- 1859 - 1861: مصطفى صاحب الطابع.
- 1861 - 1862: مصطفى آغا.
- 1862 - 1865: محمد خزندار.
- 1865 - 1869: أحمد زروق.
- 1870 - 1878: الجنرال رستم.
- 1878 - 1881: الجنرال سليم.